# Félicien Rops
Félicien Joseph Victor Rops (Namur, 1833. július 7. – Corbeil-Essonnes, 1898. augusztus 23.) belga grafikus, festőművész és karikaturista volt. Művei sátánista és pornográf elemeket is tartalmaznak.

## Élete és művészete

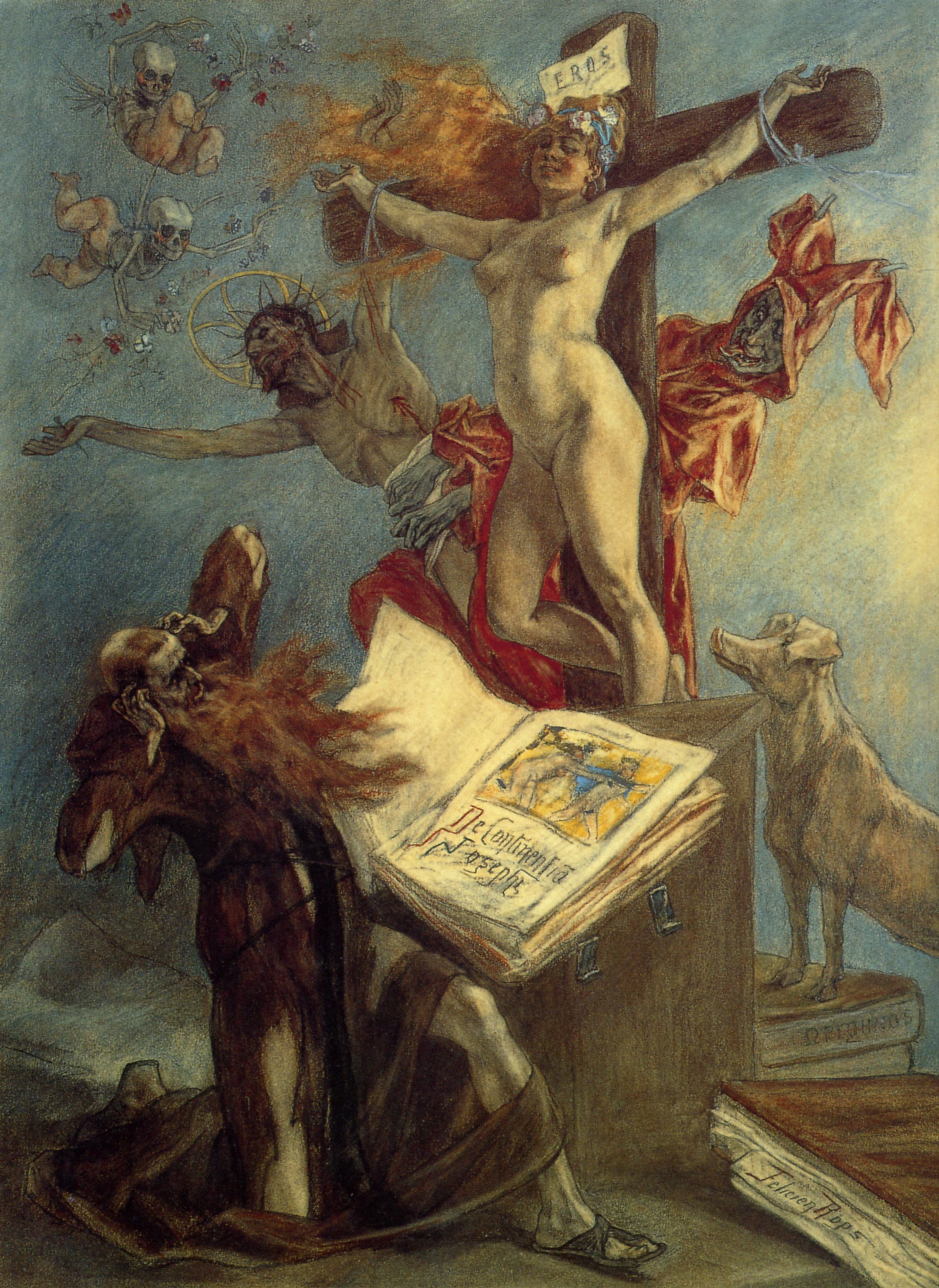
Szent Antal megkísértése

Rops ifjúkorában egyre inkább divatossá vált kétségbe vonni az egyházi dogmákat a feltörekvő racionalizmus jegyében. Jezsuita iskolába járt, de már ott kezdett szatirikus nyomatokat készíteni álszent egyházi személyekről, ezeket később meg is jelentette az Uylenspiegel című lapban, amit maga hozott létre családi örökségből.
Későbbi tanulmányait a brüsszeli egyetemen végezte. Művészetének erőssége a karikatúra volt, hírnevét elsősorban ezzel szerezte. 1864-ben találkozott Charles Baudelaire-rel, akinek a személyisége élete végéig tartó hatást gyakorolt rá. A költő egy sor művéhez készített illusztrációkat, többek között a Franciaországban betiltott A romlás virágai belgiumi kiadásához.
Együttműködése Baudelaire-rel meghozta számára egy sor más író elismerését is, többek között Théophile Gautier, Alfred de Musset, Stéphane Mallarmé, Jules Barbey d’Aurevilly és Joséphin Péladan is értékelték munkásságát. Közel állt a szimbolizmus és a dekadencia képviselőihez. Egyik alapítója volt a Huszak társaságának (Les XX).
1888-ban megkapta a Francia Becsületrendet, de három nappal később néhány könyvét elkobozták a boltokban. Műveinek erotikus tartalmát a korabeli társadalom általában nem fogadta el, ebben nem segített azok társadalomkritikai tartalma sem.
Nem csak az egyház és a polgárság álszentségét támadta, kinevettette a korabeli baloldali munkásmozgalom üres jelszavait is. (Felhívás a tömegekhez!) Ismert szabadkőműves is volt.
Szülővárosában, Namurban múzeumot szenteltek munkásságának. Egykori villájában ma ifjúsági szálló működik. A brüsszeli Charlier Múzeumban is látható néhány műve.
Látása 1892-től megromlott, de irodalmi kapcsolatait haláláig ápolta.

## Galéria

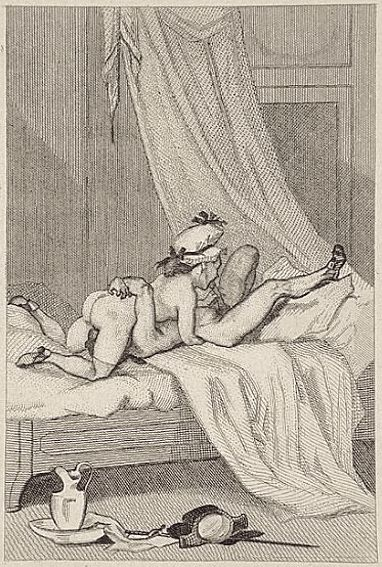
69
Szent Teréz mint filozófus
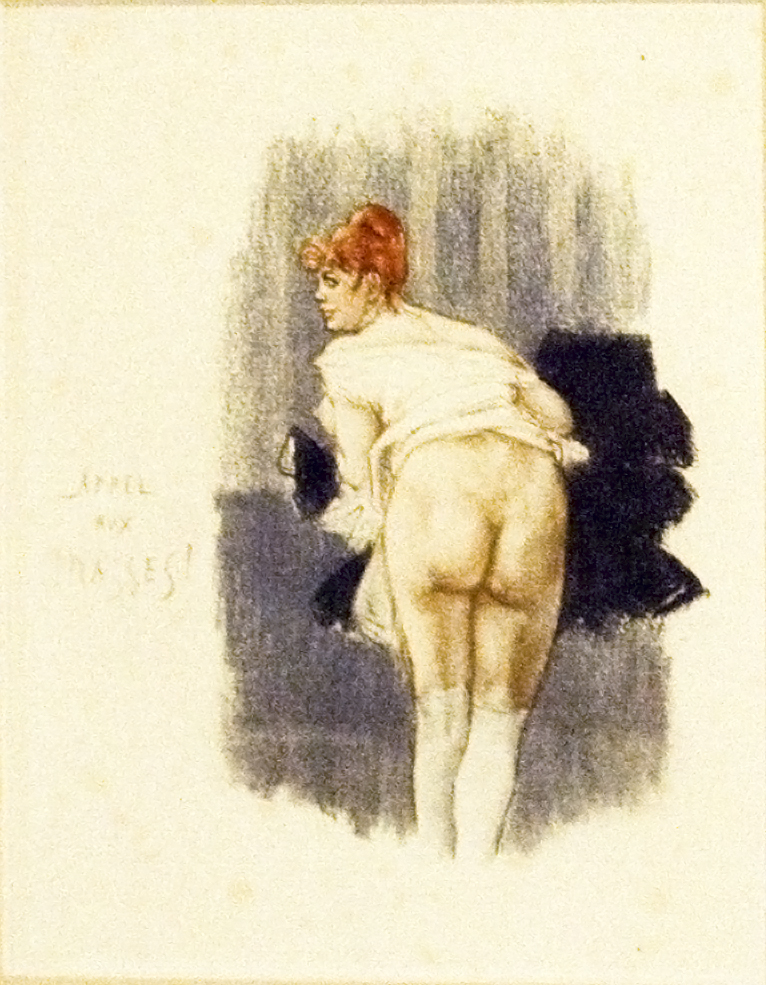
Felhívás a tömegekhez!
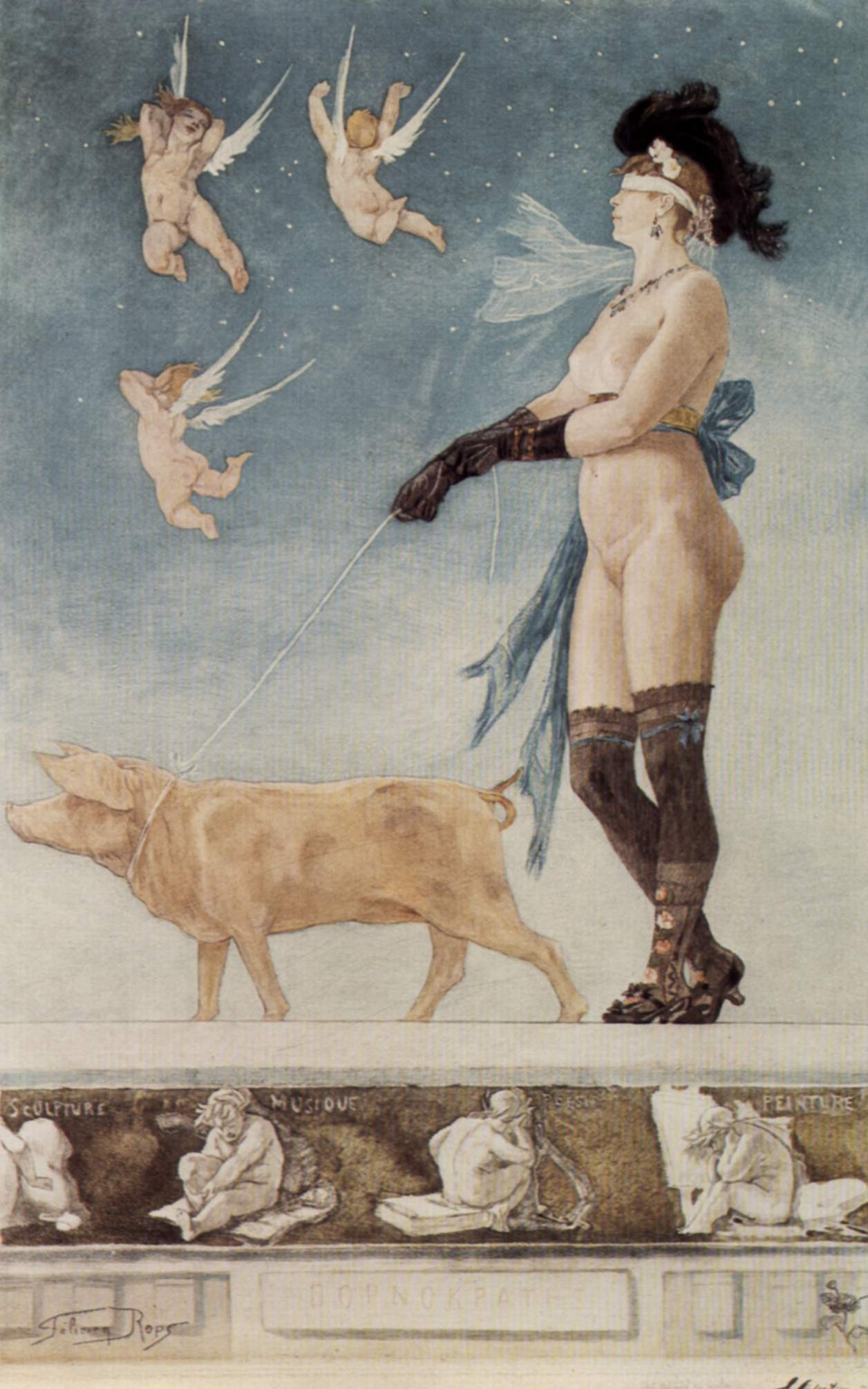
Pornokraták